# 黒川隆介
黒川 隆介（くろかわ りゅうすけ、1988年9月8日 - ）は、日本の詩人、コピーライター。男性。神奈川県川崎市生まれ。著書『この余った勇気をどこに捨てよう』『火の玉』。

## 来歴
- 2005年から詩作をはじめる。
- 2019年 タワーレコード「mikiki」にて「黒川隆介のアンサーポエム」連載開始。
- 2022年 川崎市バス にて「詩・黒川隆介 走る個展」を開催。
- 2022年 Popeye Webにて「私的にいいとこ、詩的なところ」連載開始。
- 2022年 「詩人 黒川隆介のおいしいお酒とおいしいご飯。」連載開始。
- 2022年 「詩人・黒川隆介による香水の散文詩」をPopeye本誌で短期連載開始。
- 2022年 函館市末広町に執筆部屋を借りる。
- 2023年 tvk（テレビ神奈川）イイコト！レギュラーMC
- 2024年 渋谷のラジオにて「黒川隆介の詩か詩だ」の不定期放送を開始。

## 人物
- 空手黒帯でありボクシングの経験もある武闘派。
- 週3日イカを捌いている。
- テレビゲーム好きだが、近年はゲームの時間を確保出来ていない。
- 少食では無く、ぼた餅も好き。

## 受賞歴
- 2011年 - 第26回国民文化祭・京都2011現代詩フェスティバル 京都府教育委員長賞
- 2020年 - Design and Art Direction（英語版）2020  Wood Pencil賞[1]

## 雑誌掲載
- 2021年-2024年 - 文藝春秋_(雑誌)[2]
- 2021年-2024年 - 雑誌『BRUTUS』[3]
- 2022年 - 雑誌『POPEYE』[4]
- 2024年 - 雑誌『GINZA』[5]

## 連載
- 『Mikiki』タワーレコード(2019年7月14日 - 2022年1月27日、Web連載)[6]
- 『POPEYE WEB』マガジンハウス(2021年10月11日 - 、Web連載)[7]

## 参加
- 2013年 - 雑誌『詩とファンタジー』(山口はるみ氏とコラボレーション)[8]
- 2014年 - Happy from Harajuku – Pharrell Williams[9]
- 2020年 - ANA meets ART “COM”[10]
- 2022年 - 黒川隆介NFT作品展[11]
- 2024年 - TAIL ｢Cure feat.黒川隆介｣[12]
- 2024年 - BRUTUS Movie ｢一行だけで。｣又吉直樹、戸塚祥太、黒川隆介が酒席で"言葉"を語る。
- 2024年 - CHOOSE YOUR LIFE FES'24 18歳の成人式[13]
- 2024年 - 美術手帖｢海と人と酒と。詩人・黒川隆介が歩いた宮崎市｣[14]
- 2025年 - 朗読会「葉葉葉」-わたしはあなたか-[15]